# Isidora Zegers Montenegro
María Ignacia Isidora (de) Zegers (y) Montenegro, también conocida como Isidora Zegers de Huneeus (Madrid, 1 de enero de 1803-Santiago de Chile, 14 de julio de 1869), fue una cantante y compositora de música de salón chilena que, aunque nacida en Europa, se destacó por su aporte a la cultura de Chile durante el siglo XIX.

## Primeros años de vida
Fue hija de Juan Francisco (de) Zegers y Durás y de Flora Montenegro y Toledo. Se crio al interior de una familia de ascendencia flamenca por línea paterna y educada recibió desde pequeña una instrucción en torno a las artes, con influencias hispanas y francesas. En Francia estudió piano, arpa, guitarra, armonía, composición y, sobre todo, canto, con el profesor italiano residente en París Federico Massimino. Las primeras obras que compuso son piezas de contradanzas para piano y posteriormente algunas canciones para voz y piano, la mayoría con texto francés. 
Llegó a Chile en 1823 con su madre y sus hermanos y su madre, siguiendo a su padre, quien había sido contratado por el gobierno de este país sudamericano, al que se adaptó rápidamente.

### Matrimonios e hijos
A los dos meses de instalarse en Santiago, conoció a Guillermo de Vic Tupper, proveniente de la isla de Guernsey en el Canal de la Mancha. Se casaron el 3 de septiembre de 1826 y tuvieron 3 hijos. En esa época Chile vivió un clima de inestabilidad política que culminó en una guerra civil, en la que combatió su marido, con grado de coronel. Guillermo Tupper pereció el 17 de abril de 1830, en la batalla de Lircay.
Además de quedar viuda con 27 años y con tres hijos, su padre, Juan Francisco Zegers, que había reemplazado al abate Camilo Henríquez en el cargo de oficial mayor de la Cancillería, fue destituido. Se refugió entonces en su pasión por la música y se dedicó a enseñar en un colegio que fundó su padre; "continuó con sus tertulias y fue en sus propios salones donde conoció a Jorge Huneeus Lippmann, proveniente de Bremen y representante comercial de casas inglesas y alemanas". Huneeus se convirtió en su segundo esposo el 1 de enero de 1835 y fue el padre de sus otros seis hijos, entre ellos el abogado y político Jorge Huneeus Zegers. 

## Vida artística

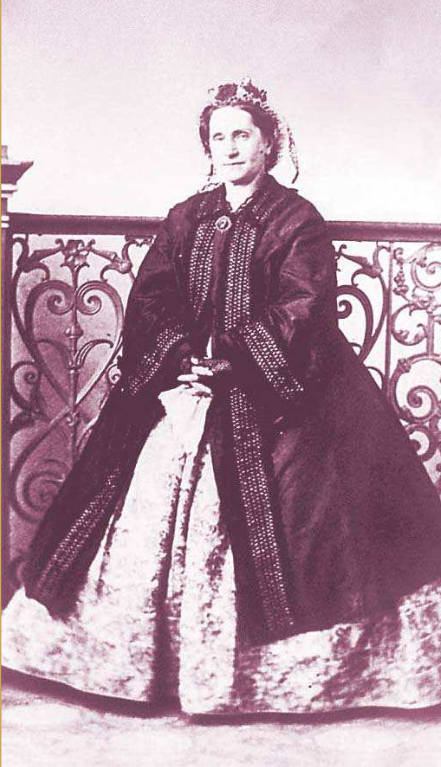
Isidora Zegers en 1865

Deslumbró Isidora a la sociedad de las santiaguinas con sus bellas interpretaciones vocales. Influidas por ella, muchas personas se dedicaron al estudio del canto, y a su alrededor se unieron los grupos musicales que habían logrado organizarse hasta el momento. En asociación con el chelista Carlos Drewecke, y con el joven compositor José Zapiola, que por entonces era clarinetista de la Catedral Metropolitana de Santiago e iniciaba su carrera, fundó en 1826 una asociación artística por acciones, que tomó el nombre de Sociedad Filarmónica. 
Como recordaría Zapiola, fue Isidora Zegers quien trajo a Chile la ópera de Gioachino Rossini, concretamente la compañía de Raffaello Pantanelli, que llegó con la esposa de este, la famosa contralto italiana Clorinda Corradi. Clorinda se quedaría en Chile hasta el final de sus días y donde sería retratada, como la misma Zegers, por el francés Raimundo Monvoisin; fervorosa admiradora del arte lírico italiano, lo "promovió intensamente dejando una semilla que germinó con la difusión y posterior establecimiento de la ópera en Chile en el siglo XIX". "Isidora Zegers se desenvolvió como artista en la música de salón, espacio que representaba plenamente el espíritu romántico y la cultura burguesa de la época", señala el artículo que le dedica Memoria Chilena.
La casa de los Huneeus Zegers fue frecuentada por intelectuales, músicos nacionales e ilustres visitantes extranjeros entre los que figuraron los argentinos Bartolomé Mitre, que llegaría a ser presidente del país vecino, y Domingo Faustino Sarmiento, político y escritor, quien también posteriormente  sería presidente de dicha nación; el alemán Mauricio Rugendas, el francés Monvoisin, ambos pintores; Mercedes Marín del Solar, el lingüista venezolano establecido en Chile Andrés Bello, los chilenos José Joaquín Vallejo, escritor costumbrista más conocido por su seudónimo Jotabeche y Federico Guzmán, compositor y pianista, el estadounidense, también compositor, Louis Gottschalk.
Asimismo, estuvo en contacto con los músicos activos en Chile más importantes de su siglo: el compositor peruano José Bernardo Alcedo, el alemán Guillermo Frick, Francisco Oliva, Aquinas Ried y el citado Zapiola. Con Alcedo y Zapiola colaboró en la fundación y desarrollo de la primera publicación periódica chilena sobre música, El Semanario Musical, del que salieron 16 números, entre abril y julio de 1852. Su labor fue fundamental en la historia musical de Chile en la primera mitad del siglo XIX y en reconocimiento de su aporte el presidente Manuel Bulnes la nombró el 27 de marzo de 1851 presidenta honoraria de la Academia del Conservatorio Nacional de Música, a cuya creación contribuyó.
Por razones de salud, se trasladó a Copiapó en 1862, donde fundó una Sociedad Filarmónica al estilo de la santiaguina. Falleció a los 66 años de edad en Santiago.

## Reconocimientos
En homenaje a Isidora Zegers se bautizó en 1920 el Liceo de Niñas de Puerto Montt y, en 1973, se le dio su nombre a la Sala del Teatro de la Facultad de Artes de la Universidad de Chile. En San Pedro de la Paz, región del Bío-Bío, hay una calle en su honor.